# (39842) 1998 BV25
1998 بي في 25 (ويعرف أيضًا باسم (39842) 1998 بي في 25 وفق تسمية الكوكب الصغير) (بالإنجليزية: 1998 BV25)‏ هو كويكب ضمن حزام الكويكبات؛ وترتيبه 39842 من حيث الاكتشاف.
اكتُشف هذا الجُرم الفلكي بواسطة توم ستافورد في 29 يناير 1998.

## وصلات خارجية
- (39842) 1998 BV25 في قاعدة بيانات مختبر الدفع النفاث لأجرام النظام الشمسي الصغيرة

- الاكتشاف · مخطط المدار ·  العناصر المدارية · المعلمات المادية

- (39842) 1998 BV25 على موقع ويكي سكاي: DSS2, SDSS, GALEX, IRAS, Hydrogen α, X-Ray, Astrophoto, Sky Map, Articles and images